# Michala Møller
Michala Møller (Aalborg, 25 oktober 2000) is een Deens handbalster die als verdedigster uitkomt voor Team Esbjerg en het Deense handbalteam.

## Biografie

### Clubcarrière
Møller speelde in haar jeugdjaren voor AIK Vejgaard en EH Aalborg, beiden uit haar geboortestad. In 2018 voegde ze zich bij Herning-Ikast Håndbold waarvoor ze haar debuut maakte op het hoogste Deense handbalniveau. In haar eerste seizoen was ze onderdeel van het -18 team van de club. In augustus 2018 maakte ze haar debuut in de hoofdmacht van Herning-Ikast Håndbold. Sinds 2019 was ze definitief overgeheveld naar de eerste selectie van de club. Datzelfde jaar wist de ze de Deense Beker te winnen. Twee jaar later maakte ze de overstap naar competitiegenoot Team Esbjerg. Met Esbjerg werd ze in 2023 en 2024 kampioen van Denemarken en won ze in 2021, 2022 en 2024 de Deense beker.

### Interlandcarrière
Møller kwam in totaal 32 interlands in actie voor Deense jeugdteams, waarin ze 81 doelpunten maakte. Ze kwam uit op het EK -17 in 2017, het jeugd WK in 2018 en het EK -19 in 2019. Op alle drie eindtoernooien eindigde ze met haar land op de zesde plaats.
Ze werd opgenomen in de selectie van het WK 2021 door bondscoach Jesper Jensen als vervanger van de geblesseerd geraakte Mia Rej. Op dit eindtoernooi maakte ze op 4 december 2021 haar debuut voor het Deens handbalteam in een wedstrijd tegen de Republiek van Congo. Met haar land won ze op dit eindtoernooi een bronzen medaille. Een jaar later kwam ze met Denemarken uit op het EK 2022, waarin ze de finale werd bereikt. Deze ging verloren tegen Noorwegen. Møller maakte negen doelpunten op het eindtoernooi. In 2024 kwam ze in actie op de Olympische Spelen in Frankrijk waar ze met haar land een bronzen medaille won. Hetzelfde jaar maakte ze eveneens deel uit van de Deense selectie op het EK 2024.

## Onderscheidingen

### Club
- - kampioenschap Damehåndboldligaen 2× (2023, 2024)
- - Deense handbalbeker 3× (2021, 2022, 2024)

### Internationaal
- - Olympische Zomerspelen 2024
- - WK 2023